# Reial Societat de Futbol C
La Reial Societat de Futbol "C" és una club de futbol amb seu a Sant Sebastià, a la comunitat autònoma del País Basc. És el segon equip filial de la Reial Societat i juga a Segona Divisió RFEF – Grup 2.

## Història
Fundat l'any 1998 com a Club Deportivo Berio Futbol Taldea, l'any 2016 l'equip es va integrar plenament a l'estructura de la Reial Societat, convertint-se en la seva segona plantilla filial. En les dues temporades anteriors, després d'aconseguir l'ascens a Tercera Divisió, el Berio va funcionar com a equip de formació per a la Reial Societat però encara jugava al seu propi estadi amb el seu tradicional uniforme verd. A partir d'aleshores, jugarien a Zubieta i vestirien els colors blau-i-blanc de la Reial Societat.
En general, la plantilla de la Reial C està formada per llicenciats del planter del club d'entre 17 i 20 anys, i els jugadors d'èxit passen a la Reial Societat B (Sanse) després d'una o dues temporades. L'equip de la Reial Societat C ha de jugar almenys una divisió per sota del Sanse, que ha de jugar una divisió per sota de l'equip principal de la Reial Societat. Cap dels dos equips filials pot entrar a la Copa del Rei.
El 2021, l'equip va aconseguir l'ascens, acabant segon del seu grup de Tercera per passar a la Segona Divisió RFEF, un dels tres equips del grup basc que ho va fer, ja que això formava part d'una reestructuració nacional en la qual es mantindrien en el quart nivell, encara que ara amb un perfil regional més que local. En la mateixa temporada, la Reial B va aconseguir l'ascens a la segona categoria.

## Temporada a temporada

### Com a CD Berio FT
| Temporada | Nivell | Divisió    | Lloc | Copa del Rei |
| --------- | ------ | ---------- | ---- | ------------ |
| 1998–99   | 6      | 1a Reg.    | 8è   |              |
| 1999–2000 | 6      | 1a Reg.    | 3r   |              |
| 2000–01   | 6      | 1a Reg.    | 2n   |              |
| 2001–02   | 5      | Reg. Pref. | 9è   |              |
| 2002–03   | 5      | Reg. Pref. | 5è   |              |
| 2003–04   | 5      | Reg. Pref. | 2n   |              |
| 2004–05   | 4      | 3a         | 19è  |              |
| 2005–06   | 5      | Reg. Pref. | 13è  |              |
| 2006–07   | 5      | Reg. Pref. | 6è   |              |

| Temporada | Nivell | Divisió    | Lloc | Copa del Rei |
| --------- | ------ | ---------- | ---- | ------------ |
| 2007–08   | 5      | Reg. Pref. | 2n   |              |
| 2008–09   | 5      | Reg. Pref. | 9è   |              |
| 2009–10   | 5      | Div. Hon.  | 11è  |              |
| 2010–11   | 5      | Div. Hon.  | 10è  |              |
| 2011–12   | 5      | Div. Hon.  | 7è   |              |
| 2012–13   | 5      | Div. Hon.  | 5è   |              |
| 2013–14   | 5      | Div. Hon.  | 1r   |              |
| 2014–15   | 4      | 3a         | 8è   |              |
| 2015–16   | 4      | 3a         | 13è  |              |

### Com a Reial Societat "C"
| Temporada | Nivell | Divisió | Lloc    |
| --------- | ------ | ------- | ------- |
| 2016–17   | 4      | 3a      | 15è     |
| 2017–18   | 4      | 3a      | 6è      |
| 2018–19   | 4      | 3a      | 7è      |
| 2019-20   | 4      | 3a      | 13è     |
| 2020–21   | 4      | 3a      | 2n / 2n |
| 2021–22   | 4      | 2a RFEF | 3r      |
| 2022–23   | 4      | 2a RFEF |         |

- 2 temporades a Segona Divisió RFEF
- 8 temporades a Tercera Divisió